# Aspilapteryx multipunctella
Aspilapteryx multipunctella är en fjärilsart som först beskrevs av Pierre Chrétien 1917.  Aspilapteryx multipunctella ingår i släktet Aspilapteryx och familjen styltmalar.
Artens utbredningsområde är:
- Algeriet.
- Frankrike.
- Spanien.
- Tunisien.

Inga underarter finns listade i Catalogue of Life.